# Estand

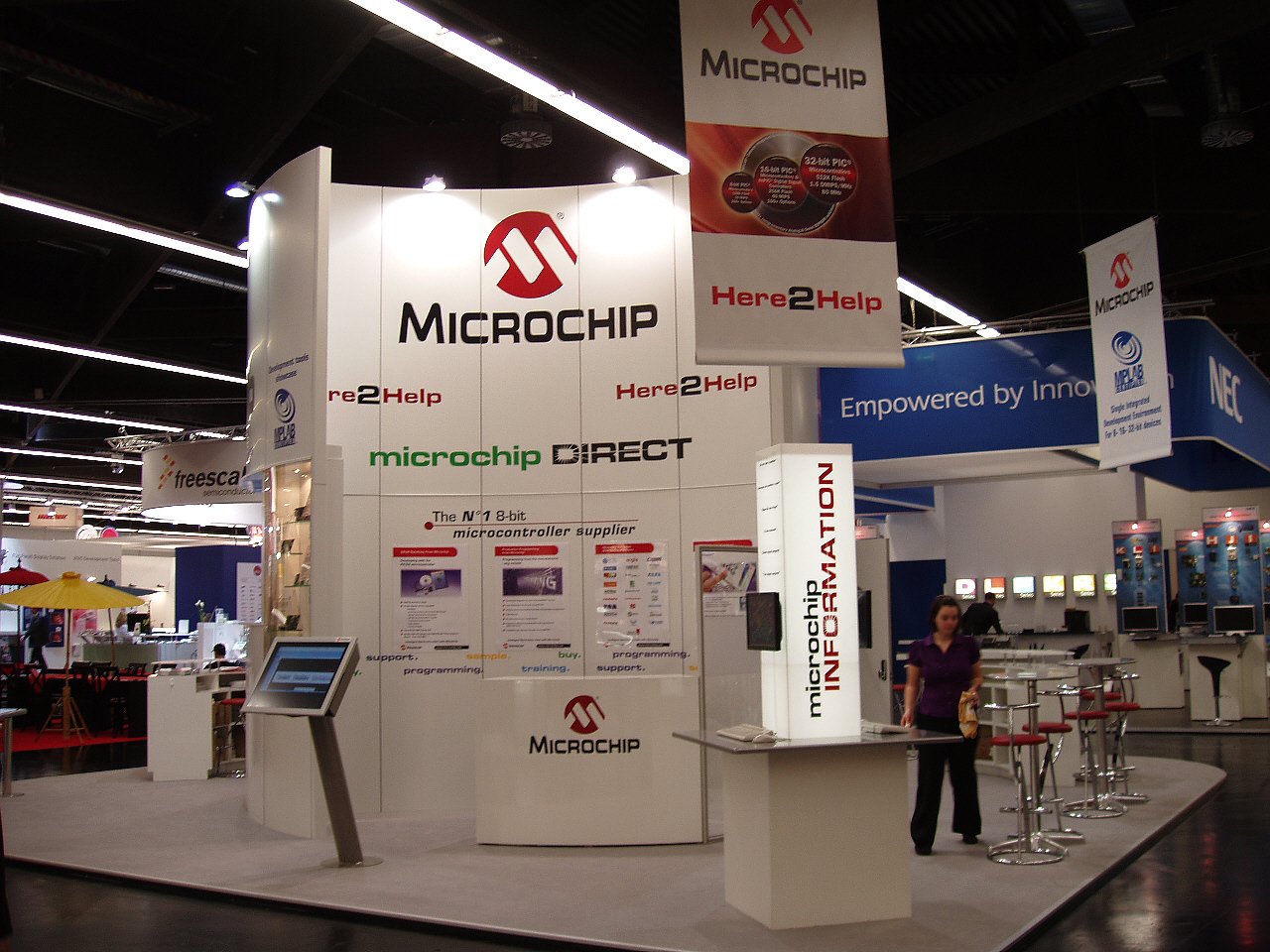
Estand de disseny en una fira comercial

Un estand, parada o trast és l'espai dins d'una fira o saló en el qual una empresa exposa i presenta els seus productes o serveis. L'estand és un espai identificatiu de cada empresa en què s'acull els visitants i es fan negociacions comercials. La quantitat de superfície triada en el recinte firal depèn molt del pressupost assignat, del producte o servei que es vol exposar i dels objectius marcats per a l'esdeveniment. L'estand ha de constituir l'espai en què l'empresa es presenta davant els seus clients i davant la seva competència per la qual raó ha de reflectir fidelment la seva filosofia i imatge corporativa i constituir un entorn amè i atractiu.
Les entitats organitzadores de fires posen a disposició dels participants estands modulars amb un disseny estàndard tot i que aquestes poden encarregar la fabricació d'un particular, el que és recomanable quan es tracta d'empreses de prestigi o d'espais d'una certa envergadura.

## Composició i normes
L'estand constitueix el principal factor d'atracció de visitants pel que és aconsellable dissenyar un estand atractiu i de gran impacte visual per atreure possibles clients. Un estand gran ha de tenir diverses zones diferenciades:
- taulell per a recepció o atenció al client.
- zona àmplia i diàfana per a rebre els visitants en la qual es poden disposar diversos mobles (taules, cadires, tamborets, etc.) I fins i tot, una petita barra per a servir aperitius. En aquesta zona es mostra el producte i es posa a disposició del visitant la documentació promocional.
- zona reservada, separada per un paravent o mampara per a mantenir converses privades amb clients.
- magatzem per a guardar els productes, begudes i material promocional.
- entresolat. Alguns estands grans tenen una superfície addicional situada en un segon pis on s'atén clients de l'empresa fora de l'enrenou del públic.

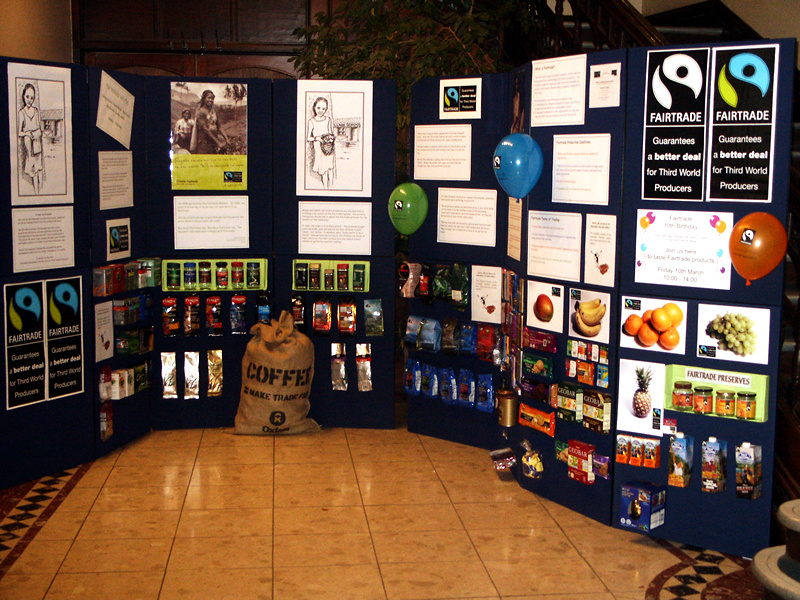
Stand a un esdeveniment de comerç just.

 L'estand es pot fabricar en els més diversos materials, sempre al servei de la imatge de l'empresa i dels objectius perseguits per l'expositor. Els més senzills estan formats per perfils d'alumini que tanquen planxes de metacrilat, mentre que els més elaborats es construeixen amb planxes de fusta (DM o contraxapat) tallada i pintada. A terra, se sol col·locar un empostissat si és possible, elevat d'uns centímetres, de melamina o fusta folrada amb moqueta tintada.
És important que l'estand sigui cridaner per al públic des de l'exterior i atractiu des de l'interior. Per a això, s'aconsella de col·locar en zona alta i ben visible el logotip i marca registrada de la companyia i que els colors predominants corresponguin als de la seva imatge empresarial. És important que la decoració de l'estand mantingui una relació amb el producte o servei comercialitzat i que així es reflecteixi a partir dels materials i objectes presents en aquest i, fins i tot, en la seva pròpia decoració i estructura.

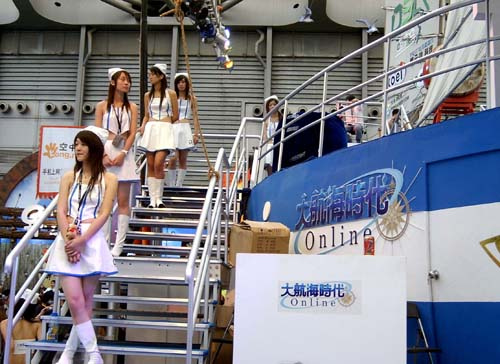
Hostesses en un estand

Finalment, és fonamental de posar en un lloc destacat una bona selecció de productes o, si no, fotografies, maquetes, catàlegs explicatius sobre els productes; han de figurar en primer terme les novetats o darrers llançaments de la companyia. Així, s'aconsella que els productes estiguin accessibles als visitants perquè puguin tocar-los i observar-los en detall. En cas de presentacions de maquinària o productes mecànics és aconsellable, a més, de fer demostracions físiques d'aquests.
Alguns elements decoratius presents en els estands són:
- pantalles de plasma en què es projecten imatges o vídeos corporatius.
- caixes de llum, rètols retroil·luminats en els quals es mostren fotografies, logotips, missatges publicitaris, etc.
- tòtems, o displays en què s'exhibeix publicitat de la signatura o d'algun producte en particular.
- cartells lluminosos o banderoles.
- elements mòbils com cubs giratoris.
- mobles : taules, cadires, banquetes altes, etc.
- plantes i altres elements d'ornamentació.

La il·luminació és un altre dels elements essencials dins d'un estand ha de ser abundant i homogènia per a permetre una correcta visibilitat del producte i de la resta dels elements promocionals.